# Dichelomorpha rufipennis
Dichelomorpha rufipennis är en skalbaggsart som beskrevs av Gilbert John Arrow 1920. Dichelomorpha rufipennis ingår i släktet Dichelomorpha och familjen Melolonthidae. Inga underarter finns listade i Catalogue of Life.